# Univers de fiction d'Avatar
Vous lisez un « bon article » labellisé en 2019.
Pour les articles homonymes, voir Avatar.
Cet article concerne l'univers de fiction. Pour le film sorti en 2009, voir Avatar. Pour la franchise cinématographique, voir Avatar.
Avatar est un univers de science-fiction créé par le réalisateur canadien James Cameron, et qui apparaît pour la première fois en 2009 dans son film Avatar. La franchise devrait à terme compter cinq films. Dès la sortie du premier épisode au cinéma, l’univers a été décliné sur d'autres supports, notamment sous forme de livres, de jeux vidéo et de zone thématique de parc de loisirs.
L'action se déroule au XXIIe siècle et raconte la lutte entre les na’vis, des extraterrestres qui veulent préserver leur monde Pandora, et les humains qui y extraient un minerai pour l'envoyer sur Terre. Le personnage principal est Jake Sully, un ancien militaire envoyé sur Pandora pour garantir la sécurité des intérêts humains, qui finit par tomber amoureux de ce monde. Avatar a permis de lancer la carrière de certains acteurs alors peu connus, notamment Sam Worthington et Zoe Saldaña.

## Univers

### Histoire
Au XXIIe siècle, les habitants de la Terre subissent une crise énergétique et sont contraints d'aller chercher des ressources ailleurs. Ils ont décidé d'établir une base sur Pandora afin d'y extraire de l'unobtanium et d'y étudier la faune et la flore locale,. Les indigènes de Pandora, les na'vis, sont hostiles aux projets miniers des humains, et des heurts ont souvent lieu. Dans le but d'entrer en contact avec eux et d'apaiser les tensions, les humains développent des hybrides humain-na'vi appelés « avatars ». Ceux-ci peuvent être contrôlés à distance par des pilotes entraînés à ce genre de mission. Cependant, malgré toutes les tentatives pour réduire les tensions, la situation entre les humains et les indigènes ne fait qu’empirer.
En 2154, l'ancien marine Jake Sully est envoyé sur Pandora pour remplacer son frère jumeau décédé en tant que pilote d'avatar. Il est affecté au groupe de la Dre Grace Augustine et est chargé de la sécurité lors des sorties en avatar hors de la base. Lors de sa première mission, l'avatar de Jake Sully est séparé du groupe et se retrouve à devoir survivre seul dans la jungle hostile de Pandora. Il rencontre la na'vi Neytiri, du clan Omaticaya, qui vit dans l'Arbre-maison. Après avoir été l'objet d'un signe d'Eywa, la déesse des na'vis, les Omaticayas souhaitent faire de Jake Sully l'un des leurs et Neytiri est chargée de sa formation. Parallèlement, le colonel Miles Quaritch et Parker Selfridge, le représentant de la Resources Development Administration (RDA) qui dirige la mission sur Pandora, chargent Sully de leur transmettre les plans de l'Arbre-maison, car celui-ci est situé sur l'un des plus gros gisements d'unobtanium de Pandora. Sully achève sa formation et rejoint le clan Omaticaya. Il tombe également amoureux de Neytiri avec qui il s'accouple. Ayant partagé les plans et les faiblesses des Omaticayas et de l'Arbre-maison avec Quaritch et Selfridge, ces derniers détruisent l'Arbre-maison et font prisonnier Sully, la Dre Grace Augustine et le reste de leur groupe. Ils parviennent à s'échapper, mais Grace est blessée. Les Omaticayas ne réussissent pas à transférer son esprit dans le corps de son avatar et elle rejoint Eywa. Étant parvenu à dompter le plus dangereux prédateur de Pandora, le grand leonopterix, Sully reçoit le titre de « Toruk Makto » et unit les tribus na'vis pour protéger l'Arbre des âmes contre une attaque imminente de Quaritch. Cet arbre est le lieu le plus sacré des na'vis. Ils peuvent y rentrer en contact avec Eywa et leurs ancêtres. Lors de l'attaque, les forces humaines sont beaucoup plus puissantes que les forces na'vis, qui sont contraintes de battre en retraite. Mais Eywa vient à leur secours et la faune locale s'attaque aux troupes humaines, qui finissent par être vaincues. À l'issue de la bataille, tous les humains sont contraints de retourner sur Terre, à l'exception des scientifiques qui sont autorisés à rester. Jake Sully décide de quitter définitivement son corps humain et de transférer son esprit dans son corps d'avatar. Ces évènements sont relatés dans le film Avatar, sorti en 2009,,.
En 2169, une nouvelle expédition humaine installe une nouvelle base sur la planète avec de nouveaux projets de colonisations pour les Terriens. Un an plus tard, en 2170, l'escouade de l'ancien colonel Quaritch tuée seize ans plus tôt et réincarnée avec les souvenirs de ses membres dans leurs corps d'avatar est envoyée en mission pour capturer Jake Sully. Ce dernier quitte sa tribu avec sa famille pour se réfugier dans une tribu Metkayina, un clan vivant dans la mer de l'est. Le colonel retrouve leur trace quelques mois plus tard et réquisitionne un baleinier servant à chasser le tulkun pour l'affronter en s'en prenant à ses enfants. Cette opération est un échec, le baleinier est attaqué et coulé par les autochtones, la famille de Sully et un tulkun se vengeant de la mort de sa famille, et le colonel est neutralisé par Jake, mais ce dernier perd son fils aîné durant la bataille. Quaritch est sauvé par son fils Spider, un humain adopté par la famille de Jake. Ces évènements sont relatés dans le film Avatar : La Voie de l'eau, sorti en 2022.

### Technologie et armes

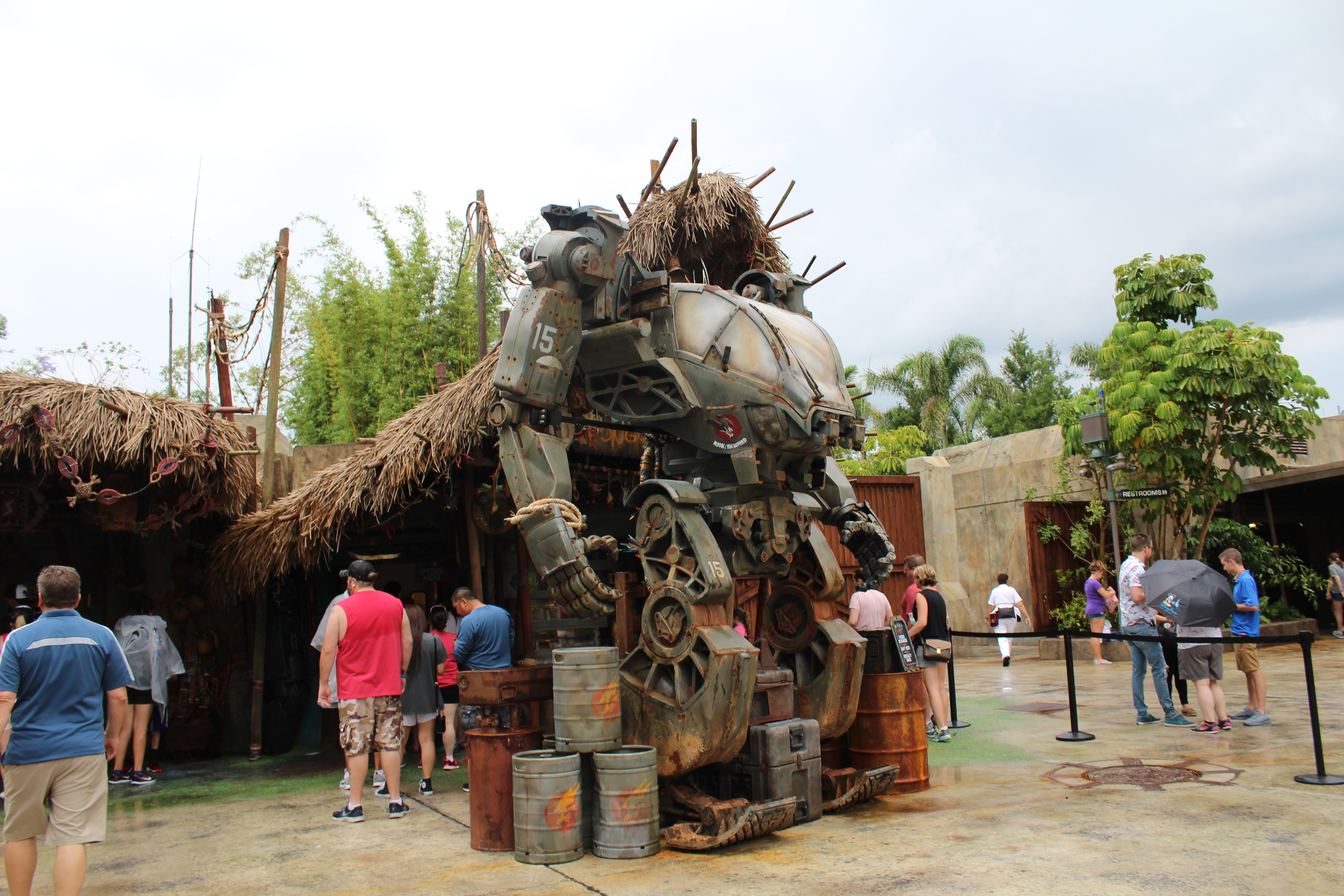
Reproduction d'un AMP à Walt Disney World Resort.

Dans l'univers d’Avatar, les humains ont atteint un niveau technologique leur permettant d'effectuer des voyages interstellaires. Ils utilisent pour cela des vaisseaux spatiaux de la classe Capital Star tels que l’ISV Venture Star. Ces vaisseaux peuvent voyager jusqu'à 70 % de la vitesse de la lumière et utilisent la réaction matière-antimatière pour se déplacer,. Pour les déplacements aériens, les humains utilisent les SA-2 Samson, des véhicules ressemblant aux hélicoptères, mais avec un couple d'hélices de chaque côté de la cabine. Un véhicule de commandement aérien lourdement armé, le Dragon, est utilisé lors des opérations militaires, équipé d'hélices aux quatre coins de l'appareil, il peut également servir pour le débarquement de troupes au sol. Pour le transport de charges lourdes, l'AMP est utilisé, il s'agit d'une sorte d'exosquelette piloté par une personne. L'AMP peut être armé pour le combat,. Ils ont également développé des hybrides humain-na'vi appelés « avatars », qu'ils peuvent contrôler à distance afin de servir d'ambassadeurs auprès de la population autochtone,.
Les na’vis ont un niveau technologique qui se rapproche de celui du Néolithique. Ils construisent très peu et essaient de faire avec ce que Pandora leur donne : les Omaticayas vivent par exemple dans un arbre géant. Leur armement est composé de flèches et de poignards,. Pour se déplacer plus rapidement, ils utilisent soit des equidius s'il s'agit de déplacements terrestres, soit des banshees s'il s'agit de déplacements aériens,,.

### Planètes

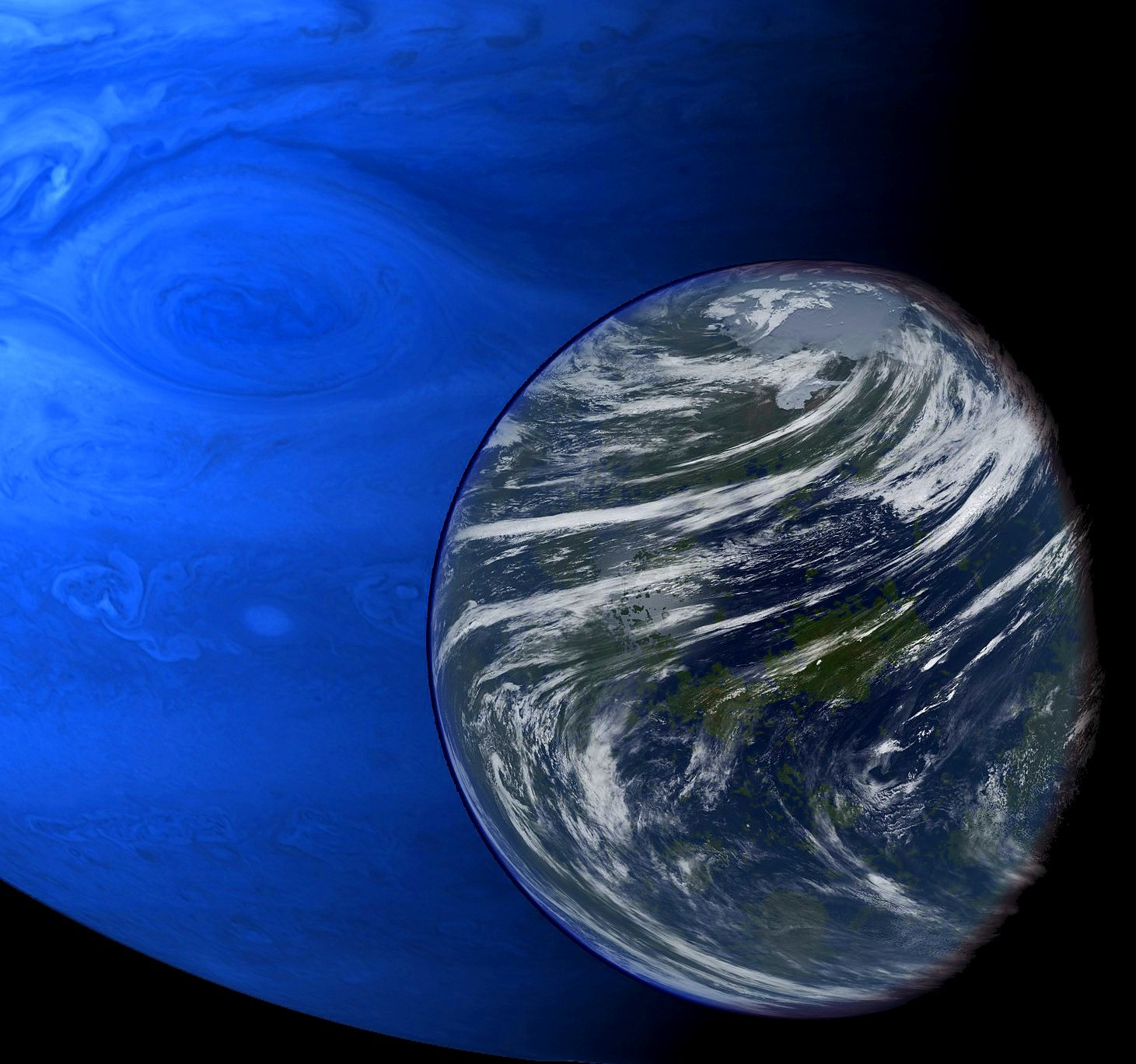
Illustration de Polyphème et Pandora.

L'univers d'Avatar met en scène deux mondes : la Terre et Pandora. La Terre est le monde d'origine des humains qui subissent une crise énergétique. Afin de la résoudre, ses habitants ont commencé à coloniser Pandora, une exolune orbitant autour de Polyphème. Cette lune est riche en unobtanium, un minerai d'une valeur de 20 millions $/kg, qui est exploité et envoyé sur Terre. Pandora possède une jungle luxuriante dont l'équilibre naturel est fragile. Polyphème est une exoplanète de type géante gazeuse se situant à 4,37 années-lumière de la Terre et orbitant autour de l'étoile Alpha Centauri A.

### Espèces
Les na'vis ressemblent physiquement beaucoup aux humains, les principales différences sont qu'ils ont la peau bleue et quatre doigts et orteils aux mains et aux pieds. Ils sont également plus grands, en moyenne les mâles mesurent 3 m et pèsent 210 kg, les femelles mesurent 2,8 m et pèsent 190 kg. Leur espérance de vie serait aussi plus longue de 30 %.

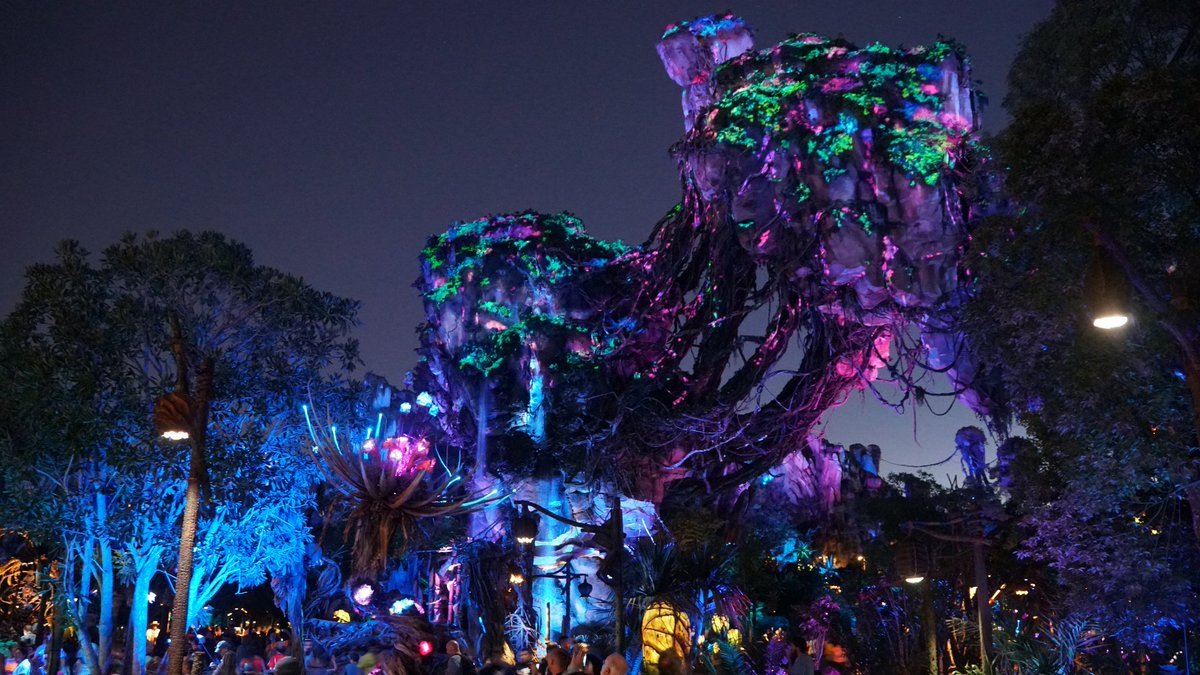
La bioluminescence de Pandora reproduite à Walt Disney World.

De nombreuses espèces animales et végétales sont visibles dans l'univers d’Avatar. Les plus développées technologiquement sont les humains qui sont originaires de la Terre et qui maîtrisent la technologie des voyages interstellaires. Sur Pandora, toutes les espèces animales comptent six membres, à l'exception des na'vis qui en ont quatre comme les humains,. Les espèces animales sous-marines sont semblables à celles de la Terre, mais elles sont aussi en lien avec le reste de la biodiversité. Presque toute la faune et la flore de Pandora a la capacité d'émettre de la lumière sous forme de bioluminescence.
Les avatars sont des hybrides situés entre les na'vis et les humains, qui peuvent être contrôlés à distance. Développés par ces derniers, ils présentent des caractéristiques des deux espèces : ils ont la peau bleue et la capacité de faire le lien comme les na'vis, mais ont dix doigts et dix orteils comme les humains.
La faune de Pandora est constituée de féroces carnivores, tels que le grand leonopterix et le thanator,. On y trouve également de paisibles herbivores, comme les prolemuris et les tithanotheres,. Certaines de ces espèces ont pu être domptées par les na'vis : les banshees sont ainsi utilisés pour les déplacements aériens et les equidius pour les déplacements terrestres,,.
La flore de Pandora est relativement proche de celle présente sur Terre. La gravité y étant cependant plus faible, les plantes présentes sur Pandora ont tendance à être plus grandes. Certaines, comme l'Arbre-maison, mesurent 150 m de haut,. D'autres plantes, appelées zooplantae, se rapprochent beaucoup des animaux et disposent d'un système nerveux et de muscles qui leur permettent d’interagir avec leur environnement,.
La principale caractéristique des organismes de Pandora est qu'ils sont tous capables de « faire le lien ». Ils peuvent en fait se connecter avec un autre organisme animal ou végétal. Les na'vis s'en servent lors de l'accouplement, lorsqu'ils montent un animal afin de le contrôler, ou lorsqu'ils ont besoin d'informations,. Dans ce dernier cas, ils se lient à des arbres particuliers, tels que l'Arbre des âmes, grâce auquel ils rentrent en connexion avec Eywa, leur déesse. Il semblerait que Eywa soit un superorganisme vivant à l'échelle de la planète entière, les connexions entre les arbres sont comparables aux synapses entre les neurones, le tout créant un réseau comparable à un cerveau. En cas d'agression, Eywa est en mesure d'unifier la faune et la flore de Pandora pour se défendre.

## Supports

### Films

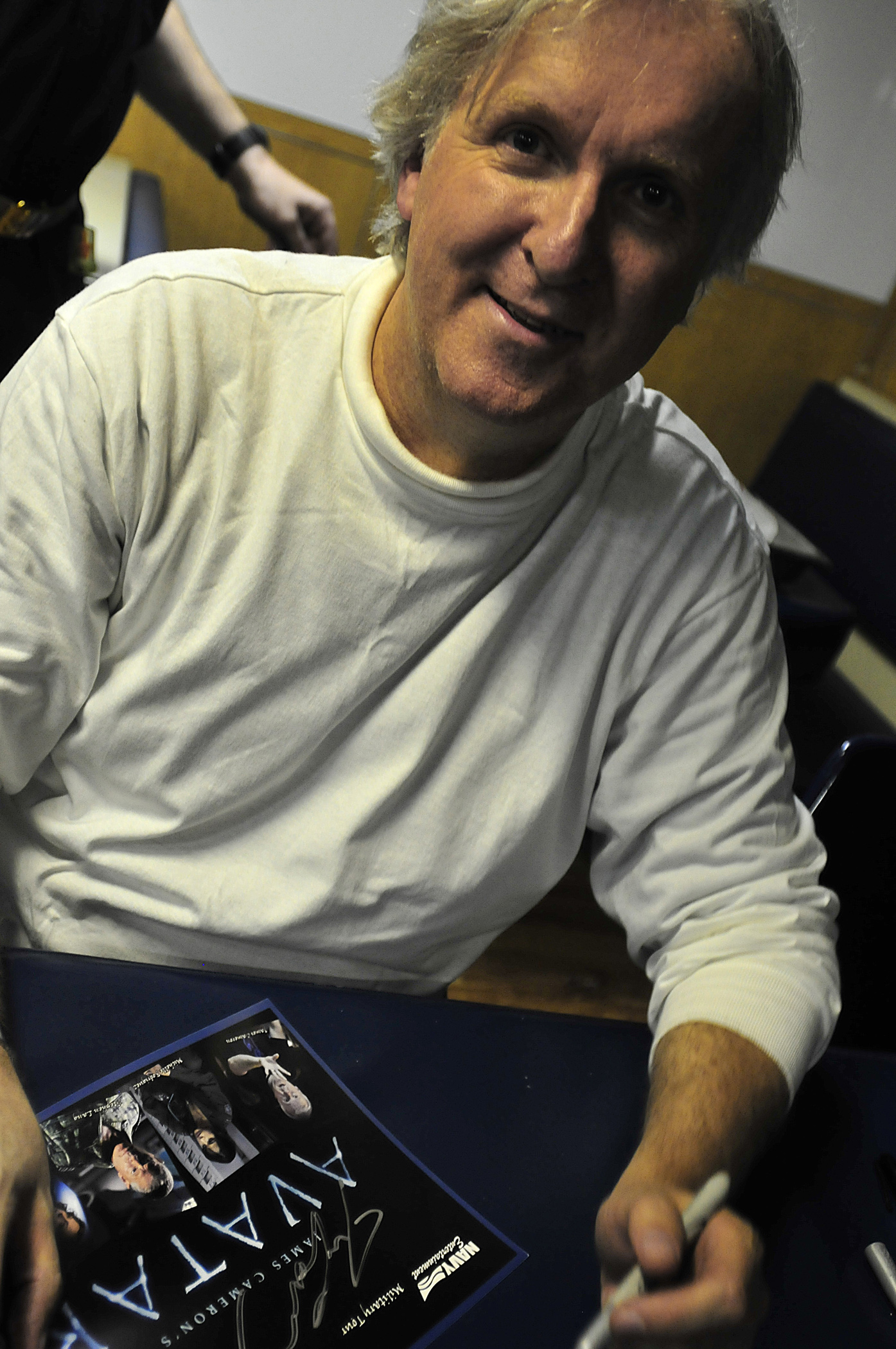
James Cameron lors de la promotion du premier film sur l' en 2010.

James Cameron imagine l'univers d’Avatar dans les années 1990. En 1994, il termine un script de quatre-vingt pages. La production du premier film doit commencer juste après Titanic en 1997. Cependant, Cameron se rend compte que les technologies de l'époque ne lui permettent pas de mener à bien le projet qu'il a en tête. Il décide donc d'attendre le temps que les technologies s'améliorent.
En 2005, la 20th Century Fox accorde à James Cameron la somme de 10 millions $ pour qu'il réalise un clip présentant l'univers de son projet de l'époque : « Project 880 ». Il s'agit en fait d'une version retravaillée de l'univers d’Avatar qu'il avait imaginé dans les années 1990. L'année suivante, Cameron estime que les technologies ont suffisamment évolué pour lui permettre de réaliser son film. Il est alors prévu que « Project 880 » sorte en 2007. Le professeur Paul Frommer de l'université de Californie du Sud est engagé afin de créer la langue na'vi parlée par les indigènes de Pandora,.
Ayant imaginé un univers suffisamment développé pour une trilogie, James Cameron fait signer un contrat pour trois films aux acteurs. Le réalisateur engage Sam Worthington et Zoe Saldaña, deux acteurs peu connus du grand public, pour incarner les personnages principaux. L'actrice Sigourney Weaver est également choisie pour incarner la Dre Grace Augustine, James Cameron avait déjà eu l'occasion de travailler avec elle dans Aliens, le retour. Parmi les antagonistes, on retrouve Giovanni Ribisi, connu pour son rôle dans Il faut sauver le soldat Ryan, et Stephen Lang.
Le succès d’Avatar au box-office permet à James Cameron d'envisager le développement de son univers à travers quatre suites qui sont prévues pour 2022, 2024, 2026 et 2028.

### Livres
Avant même que le premier film soit sorti, plusieurs livres ont été publiés afin d'étendre l'univers d’Avatar. Ainsi sortait en novembre 2009 James Cameron's Avatar, Rapport confidentiel sur la planète Pandora : Le livre officiel, un livre qui regroupe des notes prises par des chercheurs sur Pandora. Ces notes décrivent la faune et la flore locale, ainsi que les activités suspectes de la RDA. Également paru en 2009, Avatar : Le livre explique comment l'univers d’Avatar a été imaginé par James Cameron.
En août 2013, Steven Gould est engagé pour écrire quatre romans indépendants des films, qui doivent développer l'univers d’Avatar,. Les premiers livres devraient être publiés peu avant la sortie d’Avatar : La Voie de l'eau en 2022 et se poursuivre après la sortie d’Avatar 5 en 2028.
En janvier 2019 paraît la première bande dessinée basée sur l'univers d’Avatar. Composée de six numéros, elle s'intitule Avatar : Le Destin de Tsu’tey et décrit des évènements se déroulant en même temps que le premier film,,. Elle est racontée du point de vue de Tsu'tey. On y découvre les coutumes des na’vis, notamment leurs façons d'utiliser leur queue pour faire le lien entre deux na’vis, et entre un na’vi et Eywa leur déesse.

### Jeux vidéo
Quelques semaines avant la sortie de premier film en décembre 2009, Ubisoft sort le jeu vidéo James Cameron's Avatar: The Game. Il s'agit d'une préquelle qui se déroule deux ans avant les événements du film. Le joueur peut choisir son camp entre les humains de la RDA et les na'vis. Le jeu possède une base de données nommée Pandorapedia qui permet d'en apprendre plus sur la faune, la flore et l'astronomie de la planète Pandora.
Ubisoft sort un second jeu vidéo basé sur l'univers d’Avatar le 7 décembre 2023, intitulé Avatar: Frontiers of Pandora,,.

### Figurines
Le fabricant de jouets Mattel a sorti une collection de 37 figurines à collectionner à l'occasion de la sortie du film en 2009, représentant les personnages principaux, ainsi que quelques créatures et véhicules. 

### Autres produits dérivés

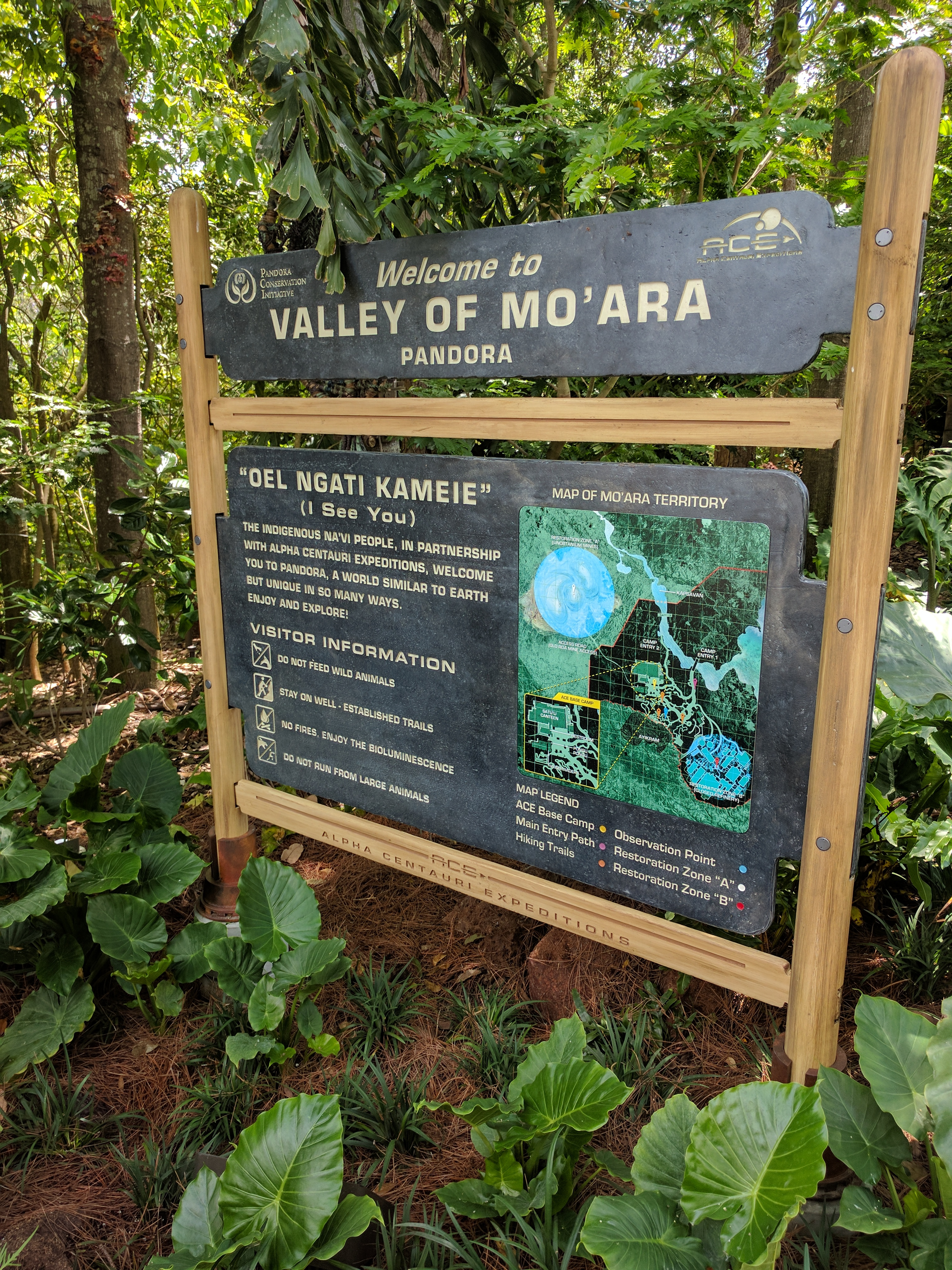
Panneau signalant l'entrée de la zone thématique Pandora: The World of Avatar à Walt Disney World.

En 2015, le Cirque du Soleil présente le spectacle Toruk, Le premier envol. L'histoire est une préquelle à Avatar et se déroule plusieurs milliers d'années avant les films. On y suit les aventures de deux na'vis membres du clan Omaticaya, qui partent à la recherche du grand leonopterix afin de sauver l'Arbre-maison.
En 2017, une zone thématique baptisée Pandora: The World of Avatar ouvre dans le parc Disney's Animal Kingdom au Walt Disney World Resort, en Floride. La zone reprend les principaux éléments du premier film, tels que le phénomène de bioluminescence et les montagnes flottantes,. Il y a deux attractions : Na'vi River Journey où le voyageur découvre la faune et la flore de Pandora à bord d'un bateau, et Avatar Flight of Passage qui est un simulateur de vol sur dos de banshee,,.

## Inspirations
Lorsqu'il imagine l'univers d’Avatar dans les années 1990, James Cameron s'inspire d'œuvres de fictions telles que la série littéraire Cycle de Mars de John Carter, dans laquelle le lecteur découvre un guerrier masculin qui se retrouve dans un monde inconnu peuplé d'extraterrestres. Les films En liberté dans les champs du seigneur, La Forêt d'émeraude et Danse avec les loups sont également sources d'inspiration pour les thèmes abordés dans Avatar.
L'apparence des na'vis provient d'un rêve fait par la mère de James Cameron, bien avant le développement d’Avatar. Elle affirme y avoir vu une femme bleue de 12 pieds (3,66 mètres) de haut. Pour créer la langue na'vi, le Pr Paul Frommer s'est inspiré de sons de certaines langues africaines et amérindiennes.
James Cameron s'inspire également d'éléments réels, et notamment d'organismes marins. Le ver marin Spirobranchus giganteus sert d'inspiration aux zooplantae, ces plantes qui réagissent au toucher. Les plongées que Cameron effectue lors de la réalisation de Titanic lui permettent d'en apprendre plus sur le phénomène de bioluminescence, reproduit plus tard dans Avatar.
Les montagnes flottantes de Pandora, qui sont notamment reproduites à Pandora: The World of Avatar, sont directement inspirées des monts Huang et des montagnes de Zhāngjiājiè en Chine, mais aussi des dessins du peintre new age Roger Dean. L'intérieur de la base humaine de Pandora est inspiré de celui de la station de forage Noble Clyde Boudreaux située dans le golfe du Mexique.

## Accueil des critiques
Bien que le film soit autant un succès critique que commercial, son univers a fait l'objet de critiques plus négatives notamment pour son manque d'originalité. Clément Sautet de L'Express déplore les trop fortes ressemblances avec le film d'animation Pocahontas : Une légende indienne des studios Disney. Gaël Golhen de Première trouve que l'univers d'Avatar se rapproche beaucoup de ceux de Hayao Miyazaki et de Mamoru Oshii, notamment pour les montagnes flottantes de Pandora. 
Ces montagnes flottantes ont même valu un procès à James Cameron et à la 
20th Century Fox, car l'artiste Roger Dean trouvait que Pandora était inspiré par quatorze de ses œuvres. Dean a perdu le procès, et le réalisateur a eu affaire à de nombreux autres artistes qui l'accusaient également de les avoir copiés.
Pour l'écrivain Jon Evans, Avatar n'est pas seulement un univers de science-fiction, selon lui, il se situe à la frontière entre la science-fiction et la fantasy. En effet, il considère que toute la première partie du film est de la science-fiction. Mais selon lui, une fois que Jake Sully se retrouve avec les na'vis, il s'agit d'un univers de fantasy. Il compare les na’vis et les banshees à des elfes et des dragons.

## Postérité et influence

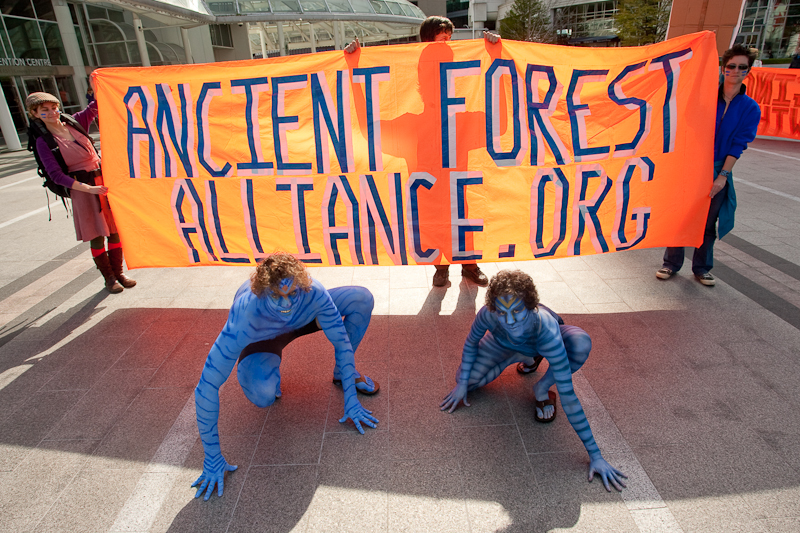
Manifestants déguisés en na'vis lors d'une manifestation pour la protection des forêts primaires à Vancouver.

Dans les mois qui suivent la sortie du premier film en décembre 2009, Avatar donne lieu à quelques réutilisations en tant que symbole. Ainsi, on retrouve un peu partout dans le monde des manifestants déguisés en na’vis ou en avatars. Les principales manifestations concernent la lutte des opprimés dans le monde, ainsi que la lutte pour la protection et la conservation de la nature. 
En février 2010, des manifestants palestiniens se déguisent en na'vis pour protester contre la barrière de séparation israélienne,. 
Pour la journaliste Nahla Chahal, dans son article du journal Al-Hayat écrit depuis Dubaï, traduit et présenté par Courrier international en 2010, la situation des na’vis dans le premier film est comparable à celle des Palestiniens et des Irakiens, eux-aussi soumis à des puissances étrangères. 
La même année, au Brésil, James Cameron soutient des indigènes qui protestent contre la construction d'un barrage sur le Rio Xingu, un affluent de l'Amazone. Le combat est alors double, car il s'agit de protéger une tribu indigène du gouvernement brésilien, mais également d'empêcher l'inondation d'une partie de la forêt amazonienne. 
En juillet 2010, des manifestants anglais se déguisent en na’vis lors d'une manifestation à Londres, contre un projet d'exploitation minière en Inde. En plus de nuire à l'environnement, la mine devait être installée sur une montagne sacrée de la tribu Dongria kondh, ce qui n'est pas sans rappeler les évènements du premier film,.